# Jiří Sovák

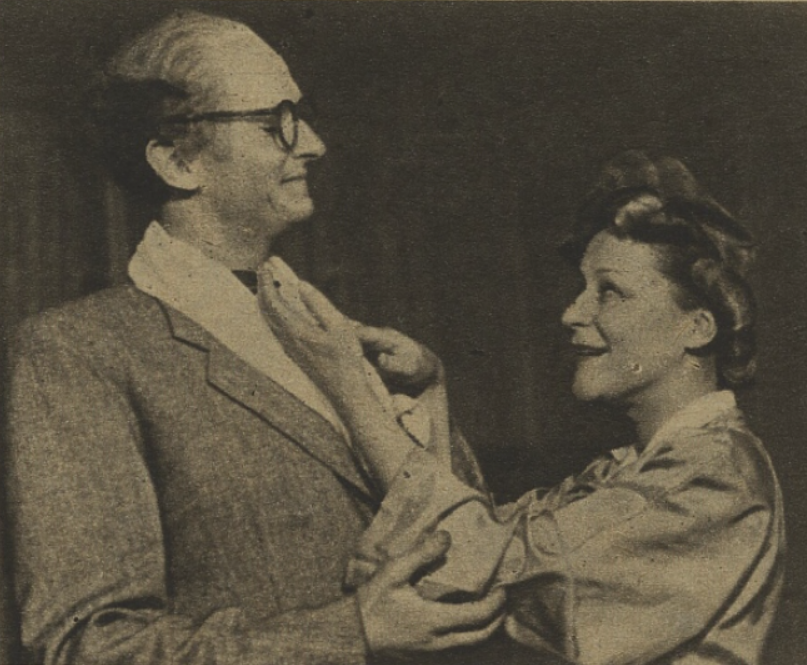
Jiří Sovák a Jarmila Korbelářová ve hře Volá vás Tajmyr (divadlo D49, 1949)

Jiří Sovák, vlastním jménem Jiří Schmitzer (27. prosince 1920 Praha – 6. září 2000 Praha), byl český herec. Jeho syn Jiří Schmitzer je také hercem.

## Mládí
Narodil se 27. prosince 1920 v Praze na Novém Městě v ulici Na Bojišti do rodiny šoféra Vladislava Schmitzera a jeho manželky Anny, rozené Růžičkové. Otec později pracoval jako hostinský v Košířích, kde rodina za Sovákova dětství a mládí bydlela; matka působila zároveň jako kuchařka v jejich hospodě. Měl dva starší sourozence, sestru Zdenu a bratra Ladislava. Protože otec chtěl, aby se vyučil řádnému řemeslu, zvolil si po vzoru otce pohostinství – obor číšník. Na praxi sloužil v restauraci U Khůnů na Kladně a poté v hotelu Hubertus v Jílovišti. Poté se chvíli jako číšník živil. Přesto v 19 letech odešel proti vůli otce z domova, aby se mohl přidat k ochotnickému souboru na Mlynářce, pak k souboru Dé tvář a nakonec přešel k téměř profesionální scéně Divadla práce. Přitom pracoval v různých pomocných i dělnických profesích, např. v kamenolomu.

## Divadlo a film
V době během 2. světové války studoval herectví na dramatickém oddělení Pražské konzervatoře (1941), v té době byl rovněž totálně nasazený v Jinonické Waltrovce jako skladník ve skladu tyčového železa. V této době také začal používat příjmení Sovák, zřejmě v reakci na německou okupaci. Od roku 1941 účinkoval po večerech v pražském kabaretním divadle Živé jeviště, pozdější divadlo Rokoko. V roce 1943 působil v divadle v Třebíči a poté byl angažován do Horáckého divadla. Tam již mladý herec získal řadu zkušeností s pestrou paletou rolí klasického repertoáru.
Během základní vojenské služby v letech 1946–1947 působil v Armádním uměleckém souboru (AUS), kde se setkal s Miroslavem Horníčkem. U armády se zdržel coby civilní zaměstnanec v Ústředním divadle československé armády. Tam si ho všiml režisér a divadelní autor E. F. Burian, který ho roku 1947 angažoval do svého divadla D 34.
Sám Sovák o této spolupráci řekl: „Byl to on, kdo nejvíc poznamenal moje začátky. Při práci přesně odhadl, kdy je nejlepší mě nechat, ať se s rolí potrápím sám. Nenaléhal, nespěchal, nechal mě se stydět.“ Burianovo divadlo dávalo hercům možnost vytvořit mnoho klasických rolí světového repertoáru. Zde Sovák ztvárnil např. roli 70letého Goriota, přestože mu v té době bylo 27 let. Dále zde ztvárnil Barona v Gorkého Na dně, Fabricia v Goldoniho Zamilovaných a další. V roce 1947 se rovněž poprvé objevil před kamerou, ve filmu režiséra Josefa Macha Nikdo nic neví. V roce 1952 natočil svůj první výrazný filmový počin Plavecký mariáš, kde se setkal s Jaroslavem Marvanem, Jiřím Plachým a dalšími.
V letech 1952 až 1966 působil v Divadle na Vinohradech. Členem činohry pražského Národního divadla se stal 1. srpna 1966 a zůstal v angažmá až do svého odchodu do důchodu 31. března 1984. V Národním divadle vytvořil mnoho rolí, za zmínku stojí Josef Habršperk ve hře Ladislava Stroupežnického Naši furianti (1970), v roce 1975 role Antonia v Shakespearově Mnoho povyku pro nic nebo Otec Školastyk v Drdových Hrátkách s čertem (1981), kde byl v alternaci s Josefem Vinklářem.
Přestože Jiří Sovák začal svoji hereckou kariéru vážnými a dramatickými postavami, prvním výrazným filmem, kde uplatnil své komediální nadání, byl film z roku 1956 Kudy kam, kde vedle Jaroslava Marvana zahrál mladého manžela Ireny Kačírkové. Vyloženě komickou až groteskní roli ztvárnil ve filmu režiséra Josefa Macha Florenc 13.30. V roce 1958 natočil film Jindřicha Poláka Smrt v sedle a o rok později spolu s Rudolfem Hrušínským výtečně ztvárnili titulní role ve filmu Dařbuján a Pandrhola, který natočil Martin Frič podle povídky Jana Drdy.
V 60. letech se již plně rozběhla Sovákova herecká kariéra, a tak ve filmech Až přijde kocour, Spadla z měsíce, Mezi námi zloději, Konec agenta W4C prostřednictvím psa pana Foustky, Kdo chce zabít Jessii? dokázal předvést širokou paletu nejrůznějších komických postav, které jsou přesto v základu ukotvené v dramatické poloze. Z tohoto hlediska byla umělecky nejplodnější spolupráce a zároveň přátelství s režisérem Martinem Fričem. Natočili spolu filmy Dnes naposled (1958), Dařbuján a Pandrhola (1959), Král Králů (1963), Hvězda zvaná Pelyněk (1964), Přísně tajné premiéry (1967), Odsouzený z Pinktownu (1967), Nejlepší ženská mého života (1968).
Ani v následujícím období se štěstí na výrazné role Jiřímu Sovákovi nevyhnulo. Hned v roce 1969 byl obsazen do filmových komedií Zabil jsem Einsteina, pánové…, Světáci, v dalším roce natočil filmovou komedii Pane, vy jste vdova! nebo kriminální příběh podle skutečné události Na kolejích čeká vrah, kde ztvárnil kriminalistu Kalaše. Velmi výrazné je jeho herectví v komediích Václava Vorlíčka Což takhle dát si špenát (1977) a komedii Oldřicha Lipského Marečku, podejte mi pero! (spolu se synem Jiřím, 1976) nebo také v pohádkové komedii Ať žijí duchové! (1977).
V roce 1977 podepsal Antichartu.
V 90. letech se Jiří Sovák objevil v oscarovém filmu Jana Svěráka Kolja, jeho role strýce ale byla nakonec sestříhána na pouhých několik scén.

## Televizní činnost
V televizi se od samého počátku vysílání v roce 1953 uplatnil rovněž jako průvodce zábavných či zábavně-publicistických pořadů (Dostaveníčka, pořady o Praze, Kabaret U dobré pohody, různé písničkové pořady). Herecky a mnohdy scenáristicky či drobnými úpravami scénáře spoluvytvářel televizní seriály F. L. Věk (1970), Byli jednou dva písaři (spolu s Jánem Roháčem a hereckým kolegou M. Horníčkem, 1972), Byl jednou jeden dům (1974), Chalupáři (1975), Arabela (1979), Létající Čestmír (1983) a další. Za zmínku stojí rovněž kultovní televizní film Bohouš (1968), televizní mikrokomedie Věra – nevěra (autor scénáře, spolu s Miroslavem Horníčkem, 1972) nebo televizní adaptace románu Kingsley Amise Egyptologové (1974).
V roce 1991 natočil televizní dramatizaci hry Milana Uhdeho Hodina obrany, kde byl obsazen do role bývalého lampasáka, který dává lekce civilní obrany. V druhé polovině 90. let se na televizních obrazovkách objevoval po boku Miroslava Horníčka v pořadu Hovory H z paláce K (1996), v dokumentárním životopisném cyklu GENUS (1995) nebo v zábavných pořadech Nikdo není dokonalý (1998), Věšák (1999).

## Osobní život
Byl třikrát ženatý. Poprvé se oženil krátce po 2. světové válce a v roce 1949 se mu narodil syn, herec a písničkář Jiří Schmitzer. Manželku Blanku však opustil, když synovi byly dva roky. Syn byl poté svěřen do výhradní péče matky, která si přála, aby s otcem neměl již žádný kontakt. Ani Sovákovo druhé manželství dlouho nevydrželo. Potřetí se oženil s o osmnáct let mladší učitelkou Annou (Andulkou) Homulkovou (1938–2020), se kterou se seznámil v roce 1958 v Rožmitále pod Třemšínem, kam jezdil za svým přítelem.
Jeho syn Jiří Schmitzer v roce 1976 (v době kdy s otcem natáčel komedii Marečku, podejte mi pero!) zavinil smrtelnou autonehodu, kdy podnapilý srazil chodce, který nehodu nepřežil. Po této události Sovák svého syna vydědil a do konce života už spolu nepromluvili. Podle bulvárního deníku Blesk měl ale i Jiří Sovák čelit obvinění, podloženému nepřímými důkazy, že v roce 1971 srazil v opilosti chodce a ujel. Tvrzení článků později v rozhovoru pro DVTV zpochybnil historik Radek Schovánek.
Jiří Sovák většinu svého života pobýval v bytě v Praze na Letné. Rád trávil čas ve Starém Rožmitále, kam jezdil od 50. let na letní byt nebo na chatě ve Stříbrné Skalici, kde je v zahradě taky pochován. Dle vlastního tvrzení byl částečně židovského a pruského původu.

## Ocenění
- 1968 – titul Zasloužilý umělec
- 1999 – Cena Thálie za celoživotní mistrovství – činohra

## Filmografie (výběr)

### Film
- 1947 Nikdo nic neví – role: detektiv v hotelu
- 1949 Chceme žít – role: řidič Jindřich
- 1950 Přiznání – role: dělník Jareš
- 1950 Vstanou noví bojovníci – role: Honza Sláma
- 1951 Akce B – role: vojín Jula
- 1952 Plavecký mariáš – role: vedoucí pily
- 1953 Olověný chléb – role: exekutor Vintr
- 1953 Výstraha – role: topič Drnec
- 1954 Cirkus bude! – role: údržbář
- 1955 Muž v povětří – role: Jenda Pospíchal
- 1955 Návštěva z oblak – role: parašutista
- 1956 Hotel Pokrok – role: hotelový host agronom Kaňka
- 1956 Kudy kam? – role: učitel Vojta Koskuba
- 1956 Neporažení – role: vojín Jarda
- 1956 Vzorný kinematograf Haška Jaroslava – role: Emin ženich Jaroušek Kratochvíl
- 1957 Florenc 13.30 – role: neutrál Tachecí
- 1957 Ročník 21
- 1958 Dnes naposled – role: Zemánek
- 1958 Smrt v sedle – role: trenér Mikota
- 1958 Sny na neděli – role: pacient Franta Farták
- 1959 Dařbuján a Pandrhola – role: Kuba Dařbuján
- 1959 Kam čert nemůže – role: předseda JZD Hátl
- 1960 Přežil jsem svou smrt – role: vězeň Josef
- 1961 Spadla s Měsíce – role: účetní Václav Štědrý
- 1962 Kuřata na cestách – role: předseda JZD Kaláb
- 1963 Až přijde kocour – role: ředitel školy Karel
- 1963 Mezi námi zloději – role: falešný hráč František Fafejta
- 1963 Král Králů – role: montér Alois Králů
- 1964 Archimedov zákon
- 1964 Čintamani a podvodník – role: sňatkový podvodník Vincenc Plichta
- 1964 Hvězda zvaná Pelyněk – role: vojín Emil Červenka
- 1965 Ninety Degrees in the Shade – role: ředitel podniku
- 1965 Strašná žena – role: rybář Kaválek
- 1965 Hrdina má strach – role: úředník Zdeněk
- 1966 Poklad byzantského kupce – role: archeolog Dr. Soudek
- 1966 Kdo chce zabít Jessii? – role: doc. Jindřich Beránek
- 1967 Konec agenta W4C prostřednictvím psa pana Foustky – role: účetní Josef Foustka, nasazený jako agent 13b
- 1967 Přísně tajné premiéry – role: spisovatel Vladimír Hudec
- 1968 Nejlepší ženská mého života – role: technolok Vláďa Winter
- 1969 Zabil jsem Einsteina, pánové… – role: profesor David Moore
- 1969 Světáci – role: fasádník Antonín Skopec
- 1970 Pane, vy jste vdova! – role: král Rosebud IV.
- 1970 Na kolejích čeká vrah – role: major Kalaš
- 1971 Hry lásky šálivé – role: hrabě
- 1971 Člověk není sám – role: major Josef Sýkora
- 1972 Šest medvědů s Cibulkou – role: ředitel školy Roubal
- 1972 Tie malé výlety
- 1973 Tři nevinní – role: zloděj aut Halama / ženich Jan Poupě / žárlivec Láďa Pic / promítač Vlk
- 1974 Hvězda padá vzhůru – role: fotograf Kalenda
- 1974 Muž z Londýna – role: kasař Josef Reiner
- 1975 Cirkus v cirkuse – role: profesor Růžička
- 1975 Plavení hříbat – role: Adámek, Vincův otec
- 1976 Marečku, podejte mi pero! – role: Jiří Kroupa st.
- 1977 Ať žijí duchové! – role: rytíř Brtník z Brtníku
- 1977 Což takhle dát si špenát – role: František Liška
- 1977 Jak se budí princezny – role: král Růžového království Dalimil
- 1977 Zítra vstanu a opařím se čajem – role: nacista Klaus Abard
- 1980 Co je doma, to se počítá, pánové... – role: Evžen Novák
- 1981 Zralé víno – role: plk. v. v. Čestmír Semerád
- 1986 Mladé víno – role: plk. v. v. Čestmír Semerád
- 1991 Žabí princ – role: Hippolytus
- 1995 Divoké pivo – role: kolovrátkář
- 1996 Kolja – role: truhlář Růžička
- 1999 Návrat ztraceného ráje – role: Strejček

### Televize
- 1962 Slzy, které svět nevidí (TV film) – role: zástupce okresního hejtmana Pružina Pružinskij
- 1963 Uspořená libra (TV komedie) – role: Jerry
- 1965 Muž, žena, Žoržík a klíč (TV inscenace) – role: manžel Serjoža
- 1965 Magnetické vlny léčí (TV film) – role: Joe Banks, soudce a starosta Fisher Hillu
- 1966 Eliška a její rod (TV seriál) – role: hostinský Evžen Kroupa
- 1967 Klapzubova jedenáctka (TV seriál) – role: otec Klapzuba
- 1968 Hříšní lidé města pražského (TV seriál) – role: kasař František Pecháček
- 1968 Hořké pivo, sladký likér (TV zpracování dvou povídek Karla Copa) – role: kontrolor Otík Hartman
- 1968 Talisman (TV mikrokomedie) – role: bývalý kasař Bagoun
- 1968 Bohouš (TV komedie) – role: vedoucí horské chaty Alois Randa
- 1969 Pan Tau (TV seriál) – role: Emilův tatínek
- 1970 F. L. Věk (TV seriál) – role: bývalý poštmistr Sýkora
- 1971 Prodej (TV komedie na motivy povídky Guy de Maupassanta) – role: Prosper-Napoleon Cornu, majitel kavárny a vinárny
- 1971 Bližní na tapetě (TV cyklus mikrokomedií Malé justiční omyly) – role: Nesveda, tatínek Jirky (7.příběh: Tatínek)
- 1972 Zlatá svatba (TV film) – role: předseda MNV
- 1972 Byli jednou dva písaři (TV seriál) – role: František Diviš Bartoloměj Bouvard
- 1974 Byl jednou jeden dům (TV seriál) – role: uhlíř Matěj Budák
- 1975 Tři muži se žralokem (TV komedie) – role: František Habán
- 1975 Chalupáři (TV seriál) – role: kontrolor v důchodu Evžen Huml
- 1977 O líném Honzovi – role: král
- 1979 Nebožtíci na bále (TV adaptace humoresky) – role: nemocniční tajný rada Dr. Johan Brabé
- 1980 Arabela (TV seriál) – role: vrchní čaroděj Theophil Vigo
- 1981 Chudák muzika
- 1983 Kdo chce kam... – role: profesor Čestmír Hrstka
- 1984 Bambinot (TV seriál) – role: Karus
- 1984 Létající Čestmír (TV seriál) – role: profesor Otakar Langmajer
- 1984 My všichni školou povinní (TV seriál) – role: učitel František Lamač
- 1985 Slavné historky zbojnické (TV seriál) – role: plukovník husarů
- 1987 Křeček v noční košili (TV seriál) – role: dědeček Berka
- 1987 O Marušce – role: král
- 1987 Vltavská víla – role: převozník Sochor
- 1988 Druhý dech (TV seriál) – role: Ing. Hladík
- 1989 V tomhle zámku straší, šéfe!
- 1991 Talisman (TV film)
- 1991 Území bílých králů (TV seriál) – role: Roušar
- 1993 Arabela se vrací (TV seriál) – role: vrchní čaroděj Theophil Vigo
- 1997 Poslední koncert

### Dabing
- 1952 Sonnebruckové - Hans Rose (uprchlík) [1952]
- 1966 Dýmky - Gerhard Riedman (Kurt) [1966]
- 1968 Znamení raka - Lubomír Černík (Petera) [1967]
- 1975 Příhody dráčka Soptíka (Dejmal, Soptíkův táta) [1984]
- 1977 Což takhle dát si špenát - Ondřej Hach (Liška jako dítě) [1977]
- 1977 Brundibáři (všechny postavy) [1977]
- 1979 Muž který dovedl lítat (vyprávěč) [1979]
- 1979 Příběhy požární stanice (všechny postavy) [1979]

## Audionahrávky
Je autorem audionahrávek:
- Baví vás Jiří Sovák anebo to nejlepší z let 1971 až 1989 (1996)[23]
- S pozdravem Jiří Sovák (2000)[24]